# Pleistarchos (Macédoine)
Pour les articles homonymes, voir Pleistarchos.
Pleistarchos (en grec ancien Πλείσταρχος / Pleístarkhos) est l'un des fils d'Antipater et un général macédonien de la fin du IVe siècle av. J.-C.

## Biographie
Pleistarchos est au service de son frère Cassandre durant les Guerres des Diadoques. Avant 302 av. J.-C., il est actif dans le Péloponnèse, affrontant les forces d'Antigone le Borgne et de Démétrios Ier Poliorcète en Argolide.
En 302, il dirige une expédition de secours envoyée par Cassandre à Lysimaque en Anatolie, car ce dernier est en difficulté face aux Antigonides. Mais il est vaincu par Démétrios et rejoint Lysimaque avec les débris de son armée. Il accompagne alors Lysimaque à Héraclée du Pont (hiver 302/301) et participe à la bataille d'Ipsos. Lors du partage de l'empire d'Antigone, la principauté créée en Cilicie est confiée à Pleistarchos.
En 299, Démétrios envahit la Cilicie et Pleistarchos doit se réfugier auprès de Cassandre. La sœur de Cassandre et de Pleistarchos, Phila, est envoyée par Démétrios (qui est son mari), auprès de ses frères afin de soutenir ses prétentions. Il semble que Démétrios fasse la promesse de ne plus rien entreprendre en Grèce contre Cassandre et que celui-ci en échange ne porte pas secours à son frère qui effectivement ne joue plus de rôle important par la suite.

## Sources antiques
Plutarque, Vies parallèles [détail des éditions] [lire en ligne], Démétrios.